# Chiesa di Sant'Antonin

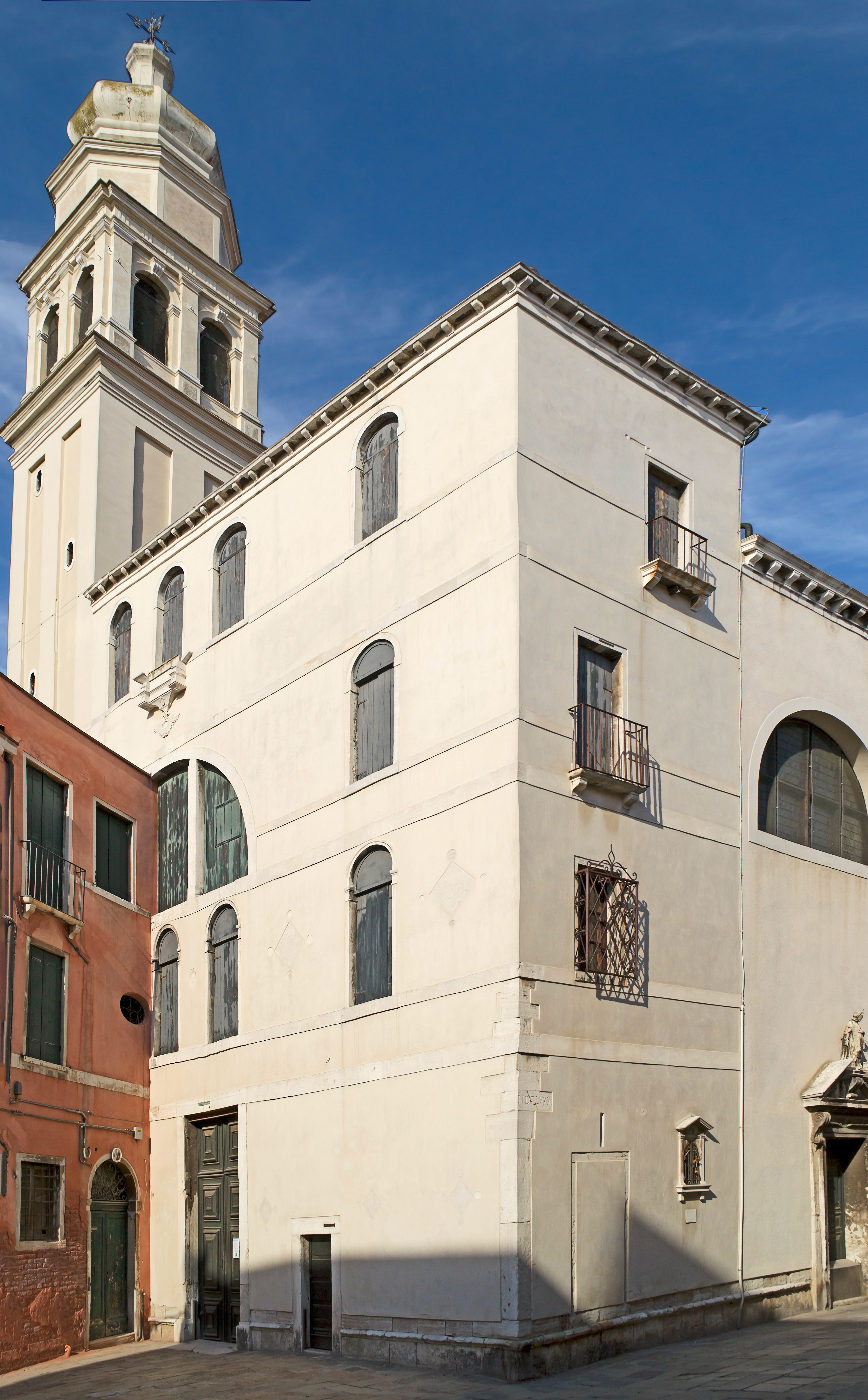

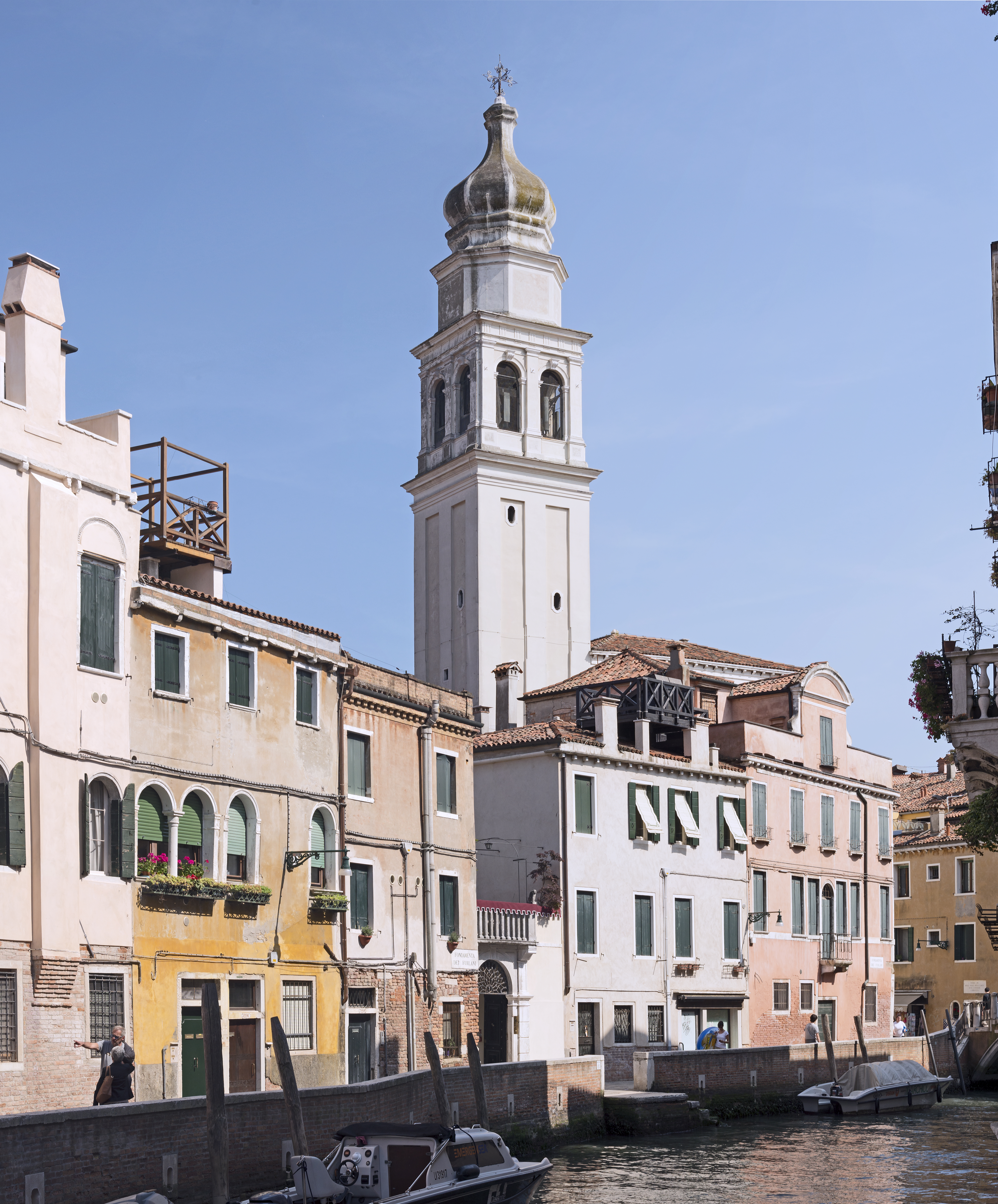

De Chiesa di Sant'Antonin, officieel de Chiesa di Sant'Antonino martire, is een katholieke kerk in de sestiere Castello in de Italiaanse stad Venetië. De kerk, gewijd aan Sant'Antonin en San Saba werd in 1680 voltooid en ontworpen door de architect Baldassare Longhena.

## Geschiedenis
Een eerste kerkgebouw op de site zou mogelijk al gebouwd zijn op last van de patricische familie Badoer in de 7e eeuw. Een reconstructie volgde in de 12e eeuw, het huidig bouwwerk dateert van 1680, naar een ontwerp van Baldassare Longhena. De campanile werd in 1750 bijgebouwd. De fresco's in de kapel aan de linkerzijde bij binnentreden zijn van Alessandro Vittoria voor de muurschilderingen, aan het plafond werden ze gerealiseerd door Sebastiano Ricci met de heiligen Sabbas en Antoninus. 
De familie Tiepolo gaf opdracht tot de decoratie van een andere kapel, met werken van Palma il Giovane die het leven van Sint-Sabbas van Jeruzalem uitbeelden. De kapel zou de overblijfselen bevatten die hier uit Akko zijn gebracht door de Venetiaanse doge Lorenzo Tiepolo tijdens de 13e-eeuwse Oorlog van Sint-Sabbas. De kapel heeft ook een buste van Alvise Tiepolo door Alessandro Vittoria.